# Ancistrocarya
- Commons
- Wikispecies

Ancistrocarya Maxim.  é um gênero de plantas pertencente à família Boraginaceae.

## Espécies
Apresenta duas espécies:
- Ancistrocarya japonica
- Ancistrocarya japonioa